# سیارک ۱۸۱۰۲
سیارک ۱۸۱۰۲ (به انگلیسی: 18102 Angrilli، نامگذاری:2000LN34) هجده هزار و صد و دومین سیارک کشف شده‌است که در ۳ ژوئن ۲۰۰۰ کشف شد.
قدر مطلق سیارک برابر ۱۵٫۵ است.